# Franz von Kettner
Wilhelm Franz Freiherr von Kettner (* 7. Januar 1801 in Mannheim; † 19. August 1874 in Karlsruhe) war ein badischer Forstmann und Hofbeamter.

## Leben
Franz von Kettner war der Ältere von zwei Söhnen des badischen Oberforstdirektors Johann Franz von Kettner (1765–1839). Er schrieb sich als stud. phil. zum Studium der Forstwissenschaften an der Ruprecht-Karls-Universität Heidelberg ein und wurde 1819 Mitglied des Corps Suevia Heidelberg. 1824 wurde er Forstmeister in Gernsbach. 1845 wurde er zum badischen Oberforstmeister in befördert. Ab 1852 wurde er nach seinem Rückzug aus der badischen Forstverwaltung als Intendant der Hof-Domainen Hofbeamter in Karlsruhe, 1857 zum großherzoglichen Oberschlosshauptmann und 1859 zum badischen Oberstjägermeister ernannt. Franz von Kettner war von 1839 bis 1860 Mitglied der Ersten Kammer der Badischen Ständeversammlung und zuletzt deren zweiter Vizepräsident. Er zog sich 1864 aus dem öffentlichen Leben zurück und verfasste danach noch zahlreiche Aufsätze für den Naturwissenschaftlichen Verein in Karlsruhe. Sein Naturalienkabinett ging an die großherzoglichen Sammlungen, das heutige Staatliche Museum für Naturkunde Karlsruhe über.
Mit seinem 1802 geborenen Bruder, dem badischen Kammerherrn und Geheimen Legationsrat Ludwig von Kettner, war er Eigentümer der Grundherrschaft Reichartshausen. Er war seit 1827 verheiratet mit Ida Freiin von Fischer (1809–1895), einer Tochter des Generalmajors Freiherr von Fischer und langjährigen Präsidentin der Abteilung für Frauenbildung und Erwerbspflege im Badischen Frauenverein.

## Schriften
- Beschreibung des badischen Murg- und Oosthals, Frankfurt am Main 1843 (Digitalisat)

## Ehrungen
- Exzellenz (Titel)
- Orden vom Zähringer Löwen, Ritter (1853)
- Roter Adlerorden 2. Klasse (1856)